# Islam en Camerún

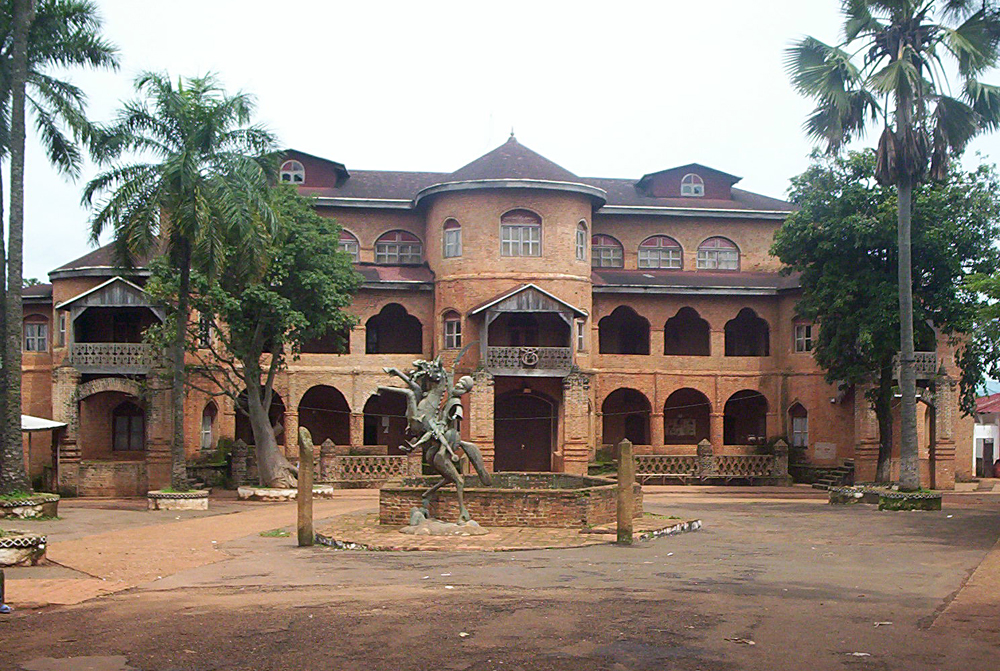
El palacio del sultán de los Bamun en Foumban, Región Occidental (Camerún).

El Islam en Camerún comprende aproximadamente el 31 por ciento o 7,1 millones de los 23 millones de habitantes. Aproximadamente el 27 por ciento se identifican como sunitas, el 12 por ciento como ahmadíes —no considerados musulmanes por todas las principales sectas del Islam— y el 3 por ciento como chiitas, mientras que la mayoría del resto no se asocia con un grupo en particular. En Camerún, el 48% de los musulmanes pertenecen a un Tariqa sufí. Los fulani, un grupo nómada pastoral, difundieron el islam a principios del siglo XIX en África Occidental, principalmente a través de la actividad comercial y las hermandades sufíes (Qadiriyya y Tijaniyyah). En las provincias septentrionales, los fulanis dominantes localmente son mayoritariamente musulmanes. Otros grupos étnicos, conocidos colectivamente como los kirdi, generalmente practican alguna forma de islamismo. El grupo étnico Bamun de la Provincia Occidental también es mayoritariamente musulmán.

## El islam en el Camerún alemán 1884-1916

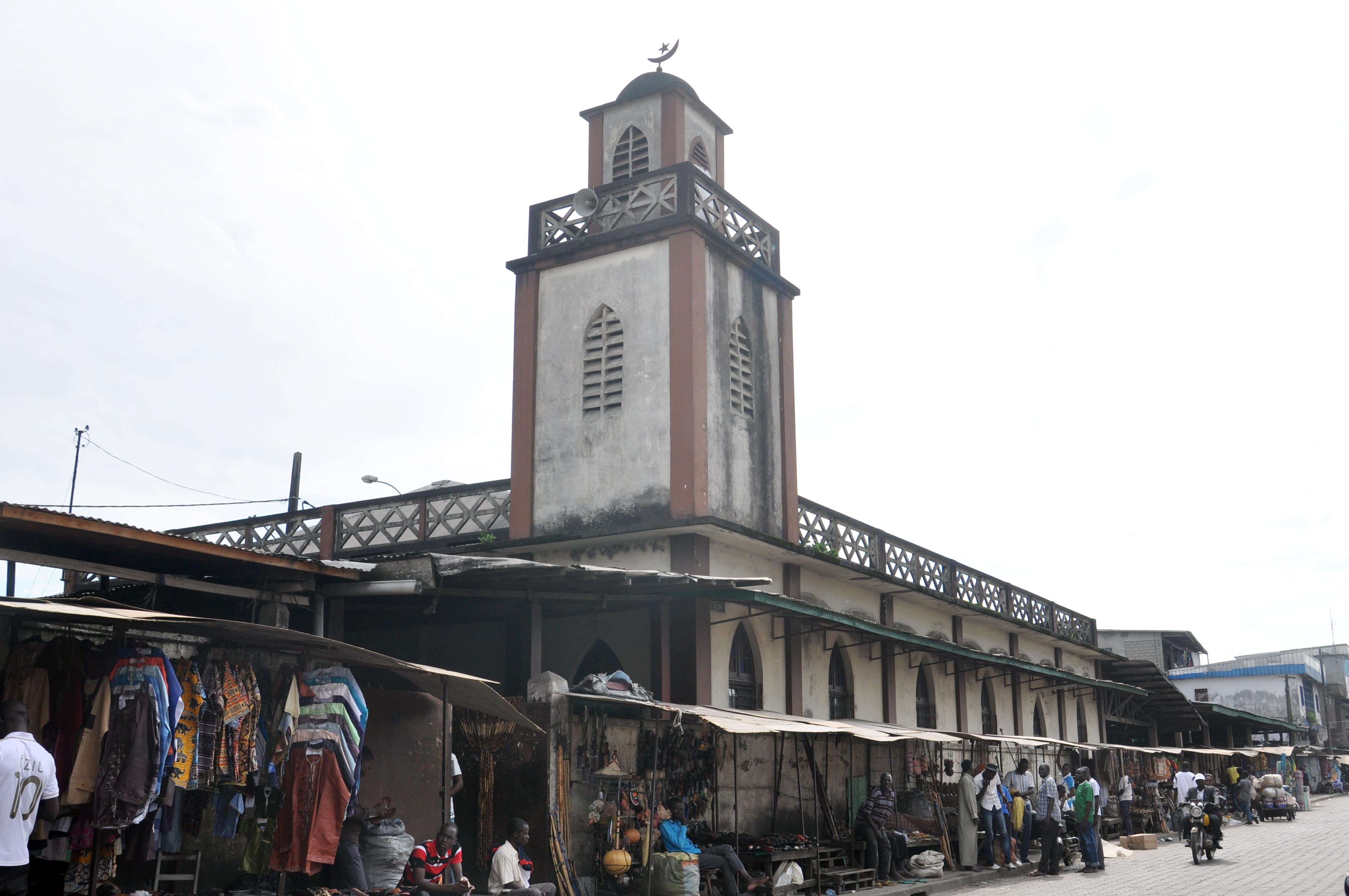
Mezquita central de New-Bell, en Douala.

En su afán por reclamar territorios africanos, Alemania entró por primera vez en Camerún en 1884 y estableció el dominio en el norte de Camerún en 1902. A lo largo del período colonial alemán, las regiones de Adamawa y el lago Chad se gobernaron combinando una fuerte presencia militar con un gobierno indirecto. Los gobernantes musulmanes locales, llamados Lamido en Adamawa y Sultán en el extremo norte, permanecieron en el poder, aunque su influencia fue mucho más limitada que durante el siglo XIX, debido a su legitimidad para los alemanes y no para el Emir en Yola, el Califa en Sokoto o el Shehu en Kuka. Las instituciones políticas y jurídicas existentes, junto con las leyes y costumbres musulmanas y autóctonas, se mantienen intactas. Contrariamente al dominio británico en el norte de Nigeria, el dominio indirecto alemán no implicaba impuestos inmediatos o reformas agrarias antes de 1913, cuando se propusieron dichas reformas pero, debido a la guerra, nunca se implementaron.